# دیمون کاکا
دیمون کاکا (انگلیسی: Demon Kakka؛ زادهٔ november 10) موسیقی‌دان اهل ژاپن است. وی از سال ۱۹۸۲ میلادی تاکنون مشغول فعالیت بوده‌است.
از فیلم‌ها یا برنامه‌های تلویزیونی که وی در آن نقش داشته‌است می‌توان به گودزیلا علیه بیولانته اشاره کرد.